# Salmannsdorf (Wien)
Salmannsdorf war bis 1892 eine eigenständige Gemeinde und ist heute ein Stadtteil Wiens im 19. Wiener Gemeindebezirk Döbling sowie eine der 89 Wiener Katastralgemeinden.

## Geographie

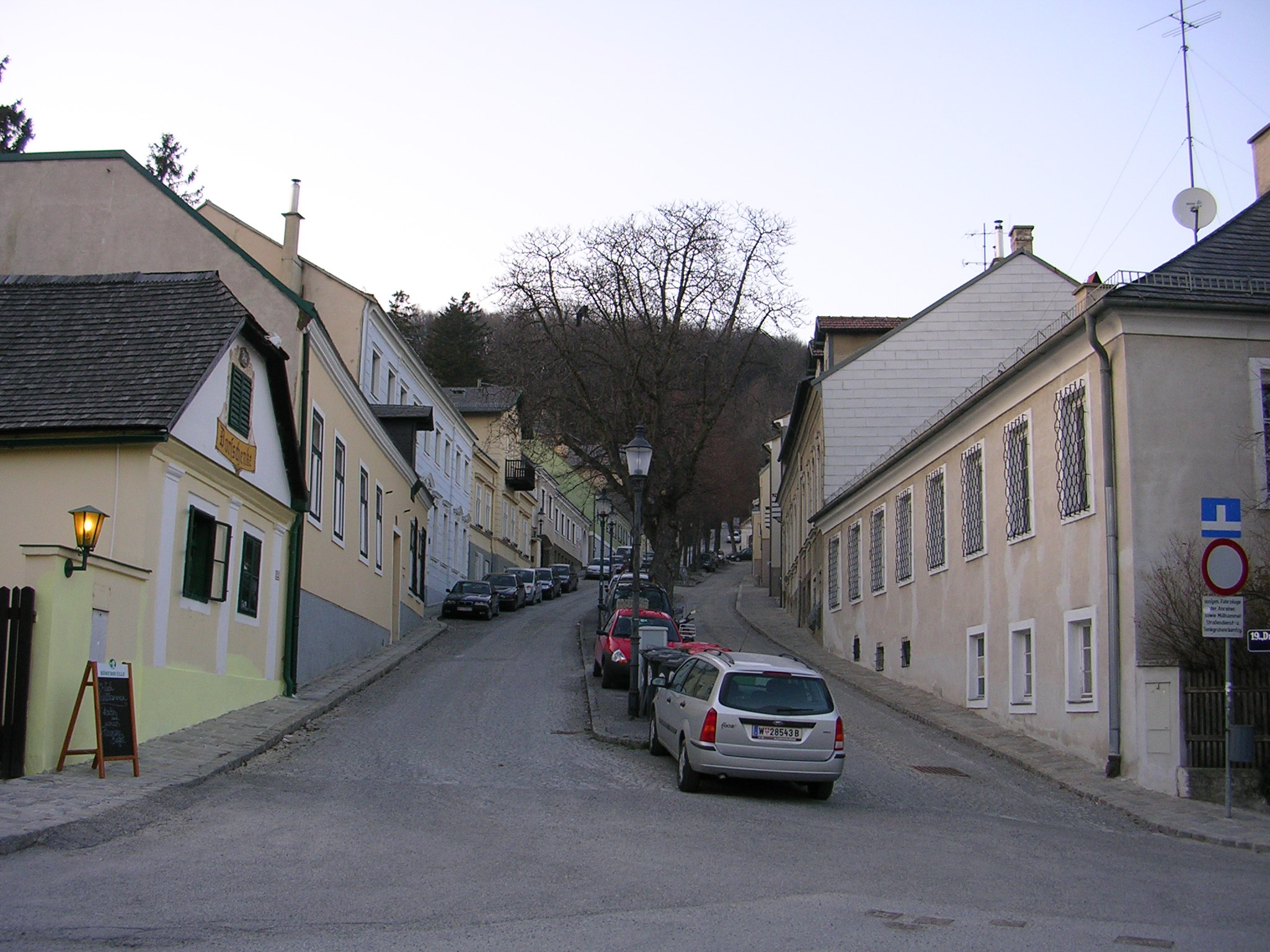
Dreimarksteingasse, Zentrum von Salmannsdorf

Salmannsdorf liegt am Südhang des Dreimarksteins im Tal des oberen Krottenbachs. Die Katastralgemeinde erstreckt sich über eine Fläche von 66,05 ha. Ihr Gebiet ist Teil des statistischen Zählbezirks Salmannsdorf-Glanzing. Im Süden grenzt Salmannsdorf an Neustift am Walde, im Osten an Obersievering. Die Grenze im Westen trennt Salmannsdorf schließlich vom Hernalser Bezirksteil Neuwaldegg, weiter nördlich liegt der Dreimarkstein mit der Grenze zu Hinterweidling in Niederösterreich.
Der zentrale Bereich ist von der Stadt Wien als bauliche Schutzzone ausgewiesen.

## Geschichte

### Namensherkunft
Erstmals urkundlich erwähnt wurde Salmannsdorf 1279 als Salmanstorf. Der Name leitet sich vom Personennamen Salman(n) oder dem Berufsnamen des Salmanns, einem Treuhänder oder Schreiber des Salbuches (Grundbuch) ab. Die im Volksmund bis heute übliche Herleitung des Namens vom osmanischen Sultan Süleyman I. („Soliman“), unter dessen Kommando Wien im Jahr 1529 erfolglos von osmanischen Truppen belagert wurde (Erste Wiener Türkenbelagerung), gehört hingegen ins Reich der Legenden.

### Salmannsdorf in der Neuzeit

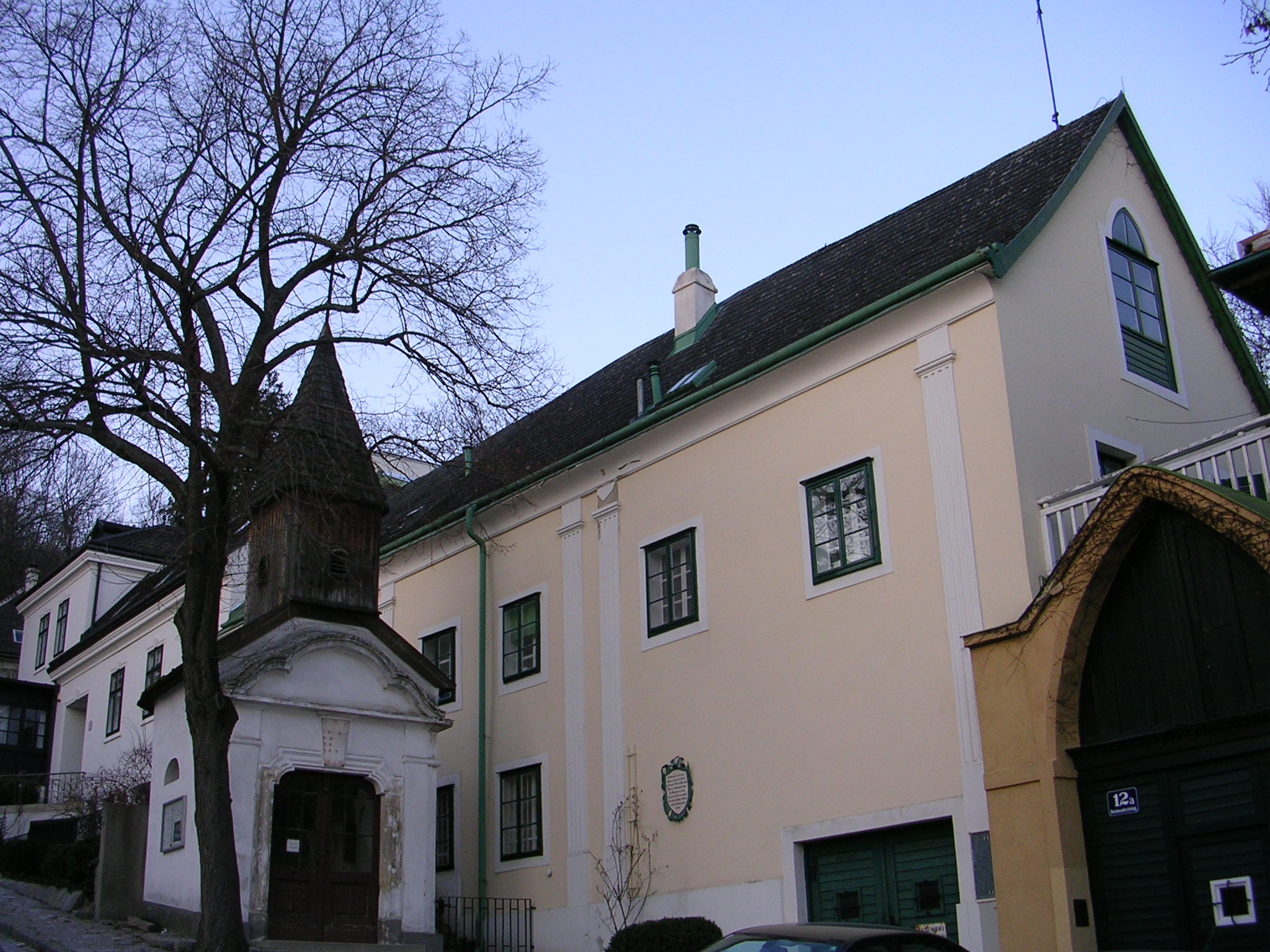
Die Kapelle im Zentrum von Salmannsdorf

Die Lage von Salmannsdorf lässt auf eine planmäßige Anlage des Dorfes schließen, wobei sich der Ort zu einem typischen Weinhauergassendorf entwickelte. 1680 hatte der Ort bereits 30 Häuser, die weitere Entwicklung wurde jedoch durch die schlimmen Verwüstungen der Türken im Zuge der zweiten Wiener Türkenbelagerung gehemmt. 1683 wurde Salmannsdorf völlig zerstört. Zwei Großbrände setzten dem Ort weiter zu. Als der Ort 1713 wieder aus 18 Häusern mit 118 Bewohnern bestand, raffte die Pest 74 von ihnen nieder. 120 Jahre später hatte sich der Ort kaum weiter entwickelt. Das Wachstum setzte erst Mitte des 19. Jahrhunderts ein, ähnlich wie im benachbarten Neustift am Walde durch die Sommerfrische. Jedoch besuchten Salmannsdorf die weniger Wohlhabenden, darunter auch die Familie von Johann Strauss (Vater) 1829 bis 1832. Eine Gedenktafel am Haus der Dreimarksteingasse 13 erinnert noch heute daran, dass Johann Strauss (Sohn) hier seinen ersten Walzer geschrieben hat. 1890 lebten in Salmannsdorf 312 Einwohner in immerhin schon 94 Häusern. Im Jahr 1892 wurde Salmannsdorf schließlich gemeinsam mit Neustift am Walde, Währing, Weinhaus, Gersthof und Pötzleinsdorf als Bezirk Währing zu Wien eingemeindet. Der 1901 errichtete Sommerhaidenweg führt durch Salmannsdorf. 1938 schlug man Salmannsdorf jedoch durch eine Reorganisation der Bezirksstrukturen gemeinsam mit Neustift am Walde dem 19. Bezirk Döbling zu.

## Wirtschaft

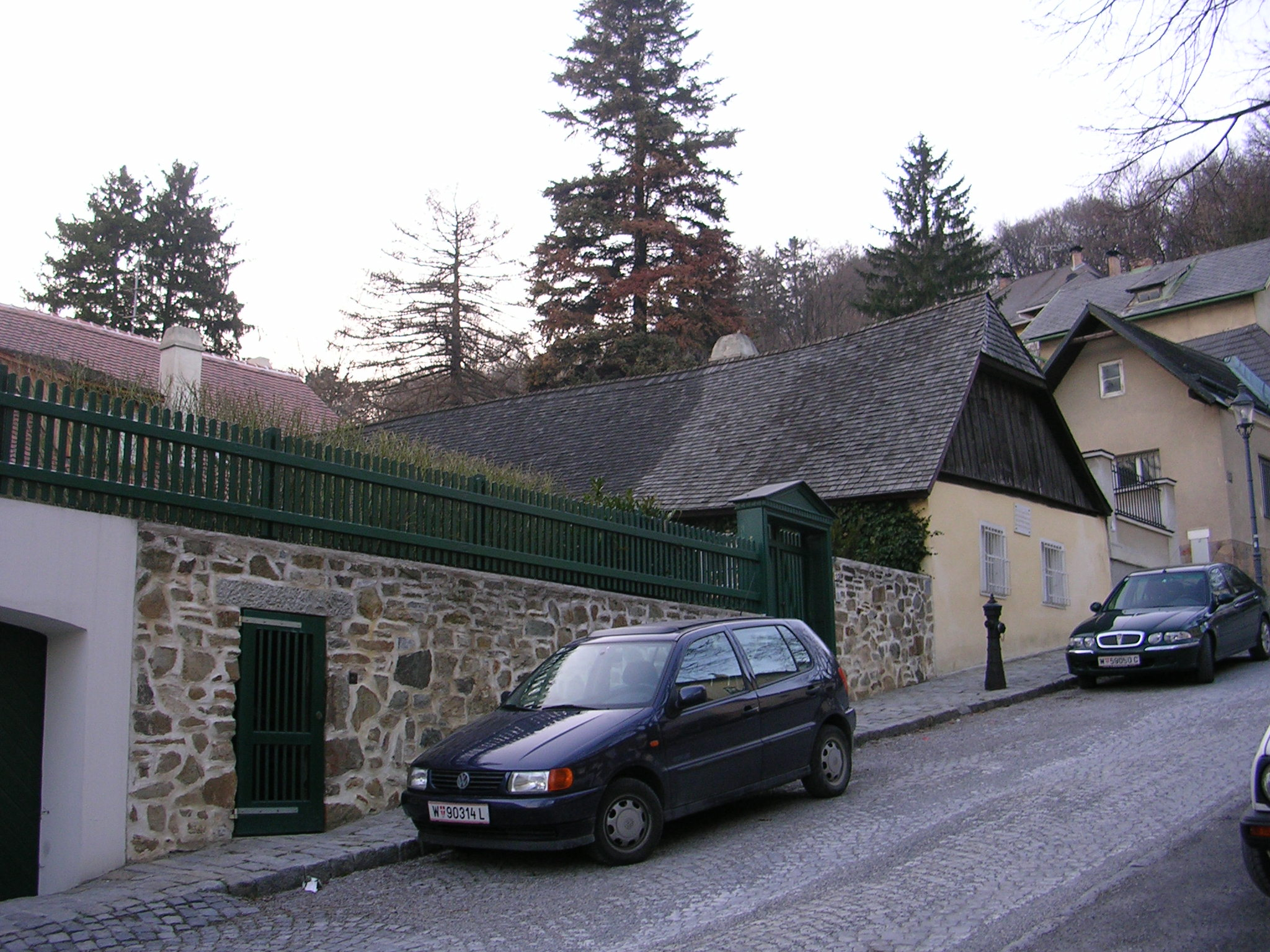
Altes Bauernhaus (Straußhaus)

Die Verteilung der Fluren Anfang des 19. Jahrhunderts lässt auf eine starke Abhängigkeit von Wald- und Weinnutzung schließen. 1826 waren zwei Drittel der Flurfläche von Wald bedeckt, der dem Stift Klosterneuburg gehörte. Weitere 15 Prozent der Fläche waren Wiesen, etwa sieben Prozent Weingärten. Obst- und Ackerbau spielte hingegen fast keine Rolle. Die Bewohner lebten insbesondere vom Verkauf von Wein, Obst und Milchprodukten. Die Milchwirtschaft verlor jedoch schon im 19. Jahrhundert an Bedeutung, es blieb der Wein, der in den Heurigen ausgeschenkt wurde und wird. Mit rund zwei Hektar Rebflächen gehört Salmannsdorf zu den kleineren Wiener Weinbaugebieten.

## Verkehr
Ursprünglich bestand eine Stellwagenverbindung nach Salmannsdorf, deren stadtseitige Endpunkte oft wechselten. Auch die Betreiber wechselten aus finanziellen Gründen mehrfach. Diese Linie wurde aber als einzige Stellwagenlinie von der Stadt Wien subventioniert. 1908 wurde von der Automobil-Stellwagen-Unternehmung der Gemeinde Wien eine Oberleitungsbuslinie nach dem System Mercédès-Électrique-Stoll von Pötzleinsdorf über Neustift am Walde nach Salmannsdorf eröffnet, die Gleislose Bahn Pötzleinsdorf–Salmannsdorf. Als eine der langlebigsten Linien nach diesem System wurde sie erst 1938 durch eine Autobuslinie mit der Linienbezeichnung 23 ersetzt, die aber schon im folgenden Jahr komplett eingestellt wurde.

Salmannsdorf, Neustift am Walde und angrenzender Wienerwald um den Dreimarkstein (unten rechts) um das Jahr 1872 (Aufnahmeblatt der Landesaufnahme)

1928 wurde eine Autobuslinie der Wiener städtischen Straßenbahnen über die Krottenbachstraße nach Neustift und Salmannsdorf eröffnet, weil eine Straßenbahnverbindung zu teuer in der Erbauung gewesen wäre (ab 1935 Linie 20). Wegen kriegswichtiger Betriebe an der Strecke war diese Linie die letzte Autobuslinie Wiens, die im Zweiten Weltkrieg noch betrieben wurde. 1942 wurde mit der Umstellung auf elektrischen Betrieb begonnen. Ab 1946 wurde der Ort somit erneut von Oberleitungsbussen bedient, als die Obuslinie 22 vom Währinger Gürtel nach Salmannsdorf in Betrieb ging. 1958 erfolgte schließlich wieder die Rückumstellung auf Autobusbetrieb. Die Linienbezeichnung war von 1946 bis 1961 22, bis 1972 39A und danach bis heute 35A. Diese führt heute von der Station Spittelau über die Krottenbachstraße und Neustift am Walde bis zur Endhaltestelle Salmannsdorf.